# EHF Champions Trophy 1995
De EHF Champions Trophy 1995 is een handbaltoernooi voor damesteams die de EHF Champions League, EHF Cup Winners’ Cup, EHF Cup of de EHF City Cup hebben gewonnen.

## Deelnemers
| Kwalificatie         | Nat                 | Club                  |
| -------------------- | ------------------- | --------------------- |
| EHF Champions League | Vlag van Oostenrijk | Hypo Niederösterreich |
| EHF Cup Winners’ Cup | Vlag van Hongarije  | Dunaferr SE           |
| EHF Cup              | Vlag van Hongarije  | Debreceni VSC         |
| EHF City Cup         | Vlag van Rusland    | Rotor Volgograd       |

## Uitslagen

### Halve finale
| 25 september 1995 17:00 | Dunaferr SE | 23 – 25 | Debreceni VSC | Wolgograd, Rusland |
| 25 september 1995 17:00 | (7–11)      |         |               | Wolgograd, Rusland |
| 25 september 1995 17:00 |             |         |               | Wolgograd, Rusland |

| 25 september 1995 19:00 | Hypo Niederösterreich | 25 – 26 | Rotor Volgograd | Wolgograd, Rusland |
| 25 september 1995 19:00 | (12–13)               |         |                 | Wolgograd, Rusland |
| 25 september 1995 19:00 |                       |         |                 | Wolgograd, Rusland |

### Troostfinale
| 25 september 1995 19:00 | Hypo Niederösterreich | 29 – 25 | Dunaferr SE | Wolgograd, Rusland |
| 25 september 1995 19:00 | (15–11)               |         |             | Wolgograd, Rusland |
| 25 september 1995 19:00 |                       |         |             | Wolgograd, Rusland |

### Finale
| 26 september 1995 19:00 | Debreceni VSC | 21 – 27 | Rotor Volgograd | Wolgograd, Rusland |
| 26 september 1995 19:00 | (8–12)        |         |                 | Wolgograd, Rusland |
| 26 september 1995 19:00 |               |         |                 | Wolgograd, Rusland |